# Resolutie 1893 Veiligheidsraad Verenigde Naties
Resolutie 1893 van de Veiligheidsraad van de Verenigde Naties werd unaniem door de VN-Veiligheidsraad aangenomen op 29 oktober 2009. De resolutie verlengde de sancties tegen Ivoorkust en de groep van experts die de wapenhandel met dat land onderzocht met een jaar.

## Achtergrond
In 2002 brak in Ivoorkust een burgeroorlog uit tussen de regering in het christelijke zuiden en rebellen in het islamitische noorden van het land. In 2003 leidden onderhandelingen tot de vorming van een regering van nationale eenheid en waren er Franse en VN-troepen aanwezig. In 2004 zegden de rebellen hun vertrouwen in de regering op en namen opnieuw de wapens op. Het noorden van het land werd voornamelijk door deze Forces Nouvelles gecontroleerd. Er werden illegaal diamanten uitgevoerd via de buurlanden en wapens ingevoerd via Burkina Faso, zo concludeerden VN-experts.

## Inhoud

### Waarnemingen
De tegen Ivoorkust opgelegde sancties droegen mede bij aan de stabiliteit van het land; vooral gezien de komende presidentsverkiezingen. Ook vonden er, ondanks verbetering, nog steeds veel mensenrechtenschendingen plaats, waaronder veel seksueel geweld. De situatie in het land bleef een bedreiging vormen voor de regionale vrede en veiligheid.

### Handelingen
Aldus werden het wapenembargo, de financiële sancties en de reisbeperkingen tegen Ivoorkust met een jaar verlengd tot 31 oktober 2010. Deze maatregelen zouden binnen de 3 maanden na het houden van eerlijke presidentsverkiezingen kunnen herzien worden. De Raad eiste ook dat vooral de Ivoriaanse overheid een einde zou maken aan de schendingen van deze maatregelen en dat men de groep van experts die de wapenhandel onderzocht ongehinderd toegang gaf tot eender welke plaats. Ook mocht men de UNOCI-vredesmacht en de ondersteunende Franse troepen niets in de weg leggen.
Tevens werd het mandaat van de groep van experts eveneens met een jaar tot eind oktober 2010 verlengd. Deze groep werd nog gevraagd tussentijds te rapporteren. Er werd ook beslist dat het embargo op diamant niet zou gelden voor door het Kimberley-Proces gecoördineerde wetenschappelijke onderzoeken en analyses. Alle landen, VN-organen en betrokkenen waaronder het Kimberley-Proces werden gevraagd samen te werken met het comité, de experts en de aanwezige VN-troepen door vooral informatie uit te wisselen. Ten slotte verklaarde de Raad bereid te zijn gerichte strafmaatregelen op te leggen tegen eenieder die het vredesproces in Ivoorkust in de weg stond, de VN-troepen hinderde of geweld pleegde.

## Verwante resoluties
- Resolutie 1865 Veiligheidsraad Verenigde Naties
- Resolutie 1880 Veiligheidsraad Verenigde Naties
- Resolutie 1911 Veiligheidsraad Verenigde Naties (2010)
- Resolutie 1924 Veiligheidsraad Verenigde Naties (2010)

Lijst ·  1860 ·  1861 ·  1862 ·  1863 ·  1864 ·  1865 ·  1866 ·  1867 ·  1868 ·  1869 ·  1870 ·  1871 ·  1872 ·  1873 ·  1874 ·  1875 ·  1876 ·  1877 ·  1878 ·  1879 ·  1880 ·  1881 ·  1882 ·  1883 ·  1884 ·  1885 ·  1886 ·  1887 ·  1888 ·  1889 ·  1890 ·  1891 ·  1892 ·  1893 ·  1894 ·  1895 ·  1896 ·  1897 ·  1898 ·  1899 ·  1900 ·  1901 ·  1902 ·  1903 ·  1904 ·  1905 ·  1906 ·  1907